# السائل الأسود

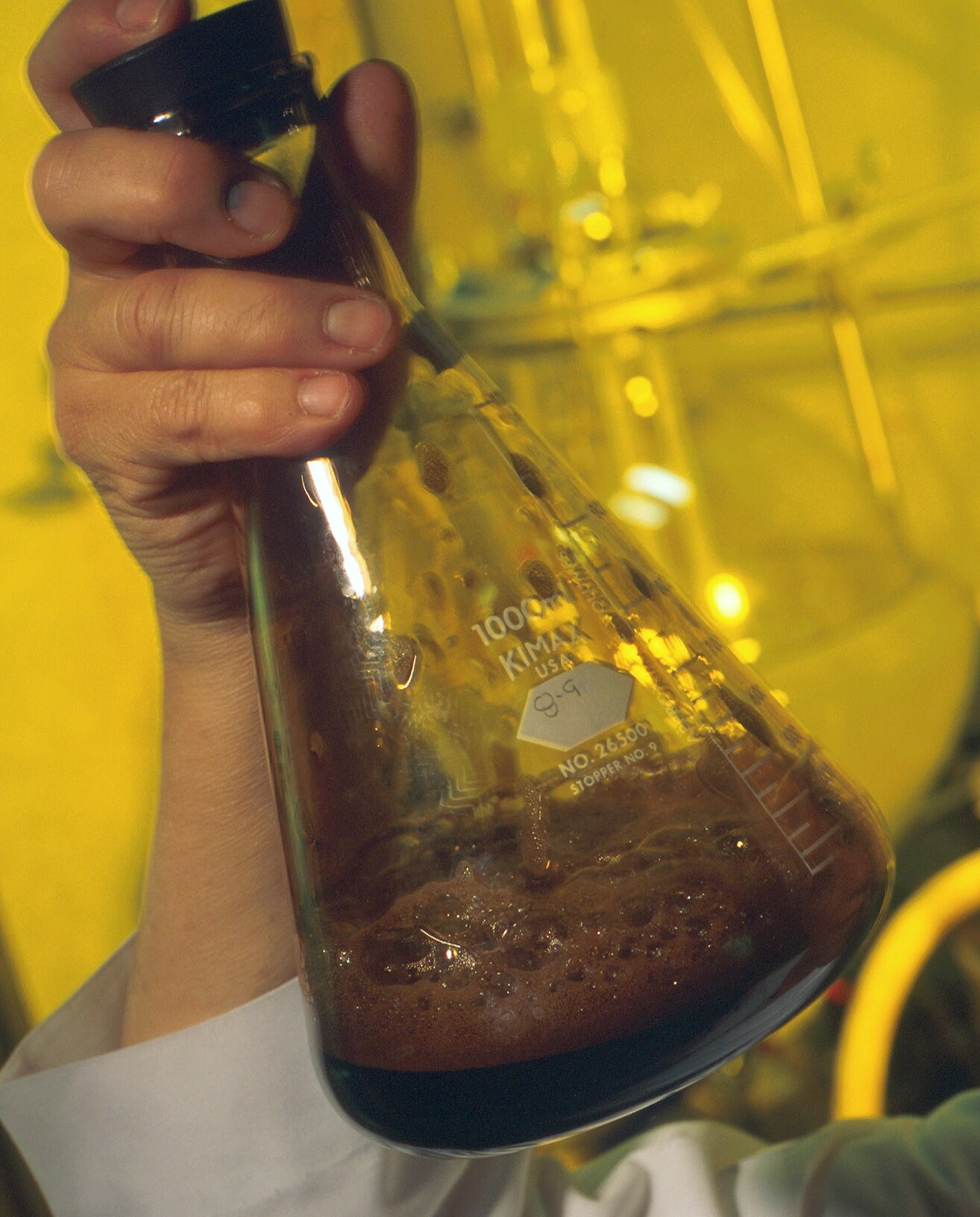
عينة من السائل الاسود

في الكيمياء الصناعية، السائل الأسود هو ناتجاً ثانوياً من عملية كرافت عند هضم لأخشاب الخشنة لإنتاج لب الورق وإزالة اللجنين والهيميسيلولوز والمستخلصات الأخرى من الخشب لتحرير ألياف السليلوز . 
عادة ما تسمى المادة المكافئة في عملية الكبريتيت بالسائل البني، ولكن يتم استخدام مصطلحات السائل الأحمر والسائل السميك وسائل الكبريتيت أيضًا.

## عملية التكوين
يتم إنتاج حوالي 7 أطنان من السائل الأسود في صناعة طن واحد من اللب. 
السائل الأسود عبارة عن محلول مائي من بقايا اللجنين والهيميسيلولوز والمواد الكيميائية غير العضوية المستخدمة في هذه العملية. ويتكون وزن السائل الأسود من 15% مواد صلبة ثلثاها مواد كيميائية عضوية والباقي مواد غير عضوية.  عادةً ما تكون المواد العضوية في السائل الأسود تتراوح بين
40-45% صابون،  35-45% من اللجنين و10-15% من المواد العضوية الأخرى.
تتكون المادة العضوية الموجودة في السائل الأسود من مكونات التحلل القابلة للذوبان في الماء والقلويات الناتجة من الخشب.  يتحلل الليغنين إلى أجزاء أقصر ذات محتوى كبريت بنسبة 1-2% ومحتوى صوديوم بنسبة 6% تقريبًا من المواد الصلبة الجافة. يتحلل السليلوز والهيمسيلولوز إلى صابون حمض الكربوكسيل الأليفاتي وشظايا الهيمسيلولوز. وينتج عن المستخلصات صابون زيت طويل القامة وزيت التربنتين الخام. يحتوي الصابون على حوالي 20% من الصوديوم.
تعمل مكونات اللغنين المتبقية حاليًا على التحويل المائي أو الانحلال الحراري أو الحرق فقط. قد يخضع داء الهيموسيلولوس لعمليات التخمير، بدلا من ذلك.

## تاريخ
قامت مصانع لب كرافت المبكرة بتفريغ السائل الأسود إلى المجاري المائية. يعتبر السائل الأسود سامًا جدًا للحياة المائية، ويسبب لون كراميل داكن جدًا في الماء. كان اختراع غلاية الاسترداد بواسطة جي إتش توملينسون في أوائل ثلاثينيات القرن العشرين (1930) كان علامة بارزة في تقدم عملية كرافت. 
بحلول التسعينيات (1990) ، كانت معظم مصانع كرافت تستهلك تقريبًا جميع منتجاتها الثانوية من السائل الأسود،  وتقوم بتنقية الباقي في محطات المعالجة الحيوية، مما يقلل التأثير البيئي لمياه الصرف الصحي إلى مستوى لا يمكن اعتباره علميًا ملحوظًا، باستثناء ربما في الأنهار الصغيرة. حتى في القرن الحادي والعشرين، ظلت بعض مصانع كرافت الصغيرة (تنتج على الأكثر بضعة أطنان من اللب يوميًا) تقوم بتفريغ جميع المشروبات الكحولية السوداء. ومع ذلك، فإن هذه تختفي بسرعة. بعض مصانع كرافت، وخاصة في أمريكا الشمالية، لا يزال يتم استرداد أقل من 98% من السائل الأسود في عام 2007، والذي يمكن أن يسبب بعض التلوث البيئي، حتى عند معالجته بيولوجيًا. الاتجاه العام هو تحديث هذه المطاحن المتقادمة أو إغلاقها.

## الاستخدام
يحتوي السائل الأسود على أكثر من نصف محتوى الطاقة الموجود في الخشب الذي يتم تغذيته في هاضم مطحنة لب ورق الكرافت.  يتم تركيزه عادة إلى 65 - 80% بواسطة المبخرات متعددة التأثيرات ويتم حرقه في غلاية الاسترداد لإنتاج الطاقة واستعادة المواد الكيميائية للطهي. وتزداد اللزوجة مع زيادة التركيز. عند حوالي 50 - 55% من المواد الصلبة يتم الوصول إلى حد ذوبان الملح.  يعتبر الزيت الطويل منتجًا ثانويًا مهمًا يتم فصله عن السائل الأسود بالقشط قبل انتقاله إلى المبخرات أو بعد مرحلة المبخر الأولى.